# Nick Herbert (Physiker)

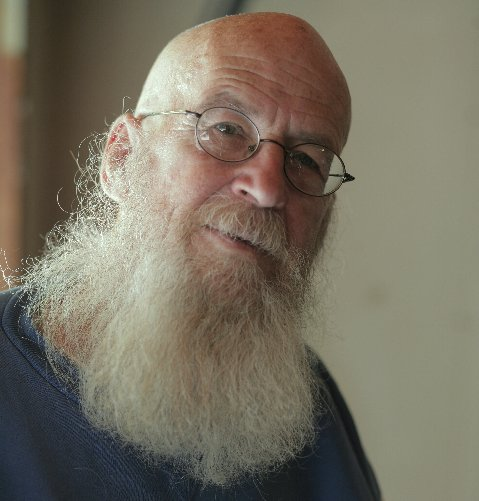
Nick Herbert Porträt

Nick Herbert (* 1937) ist ein US-amerikanischer Physiker und Esoterik-Autor.

## Leben
Herbert studierte Physikingenieur an der Ohio State University und promovierte 1967 an der Stanford University in experimenteller Kernphysik. In den 1970er Jahren arbeitete er als Industriephysiker, unter anderem beim Schreibmaschinenhersteller Smith Corona (SCM) in Palo Alto (unter anderem über Modellierung von Tintenstrahldruck und Xerographie) und beim Speichermedien-Hersteller Memorex in Santa Clara. Zeitweise unterrichtete er auch als Assistant Professor of Physics am Monmouth College in Illinois.
Bekannt wurde er vor allem Anfang der 1980er Jahre durch ein von ihm ersonnenes Gedankenexperiment, nach dem es unter Verwendung quantenmechanisch verschränkter Systeme möglich wäre, Informationen entgegen den Lehren der Relativitätstheorie mit Überlichtgeschwindigkeit zu übertragen. Sein Vorschlag löste damals eine lebhafte Diskussion aus, da seine Argumentation schlüssig zu sein schien. Er wurde dann auch in einer physikalischen Fachzeitschrift veröffentlicht. Herbert nutzte in seinem Gedankenexperiment verschränkte Zustände und einen hypothetischen Quanten-Kopierer, der die perfekte Vervielfältigung eines quantenmechanischen Zustands erlauben sollte. Wenn Beobachter A am verschränkten Zustand eine Messung machte, konnte Beobachter B (mit  Kopierer) durch Messungen an den Kopien Aussagen über die Versuchsanordnung von A treffen. Da dies unabhängig von der Entfernung zwischen A und B war, wäre die Information über die Versuchsanordnung so potentiell mit Überlichtgeschwindigkeit übermittelt worden. Wojciech Zurek und William Wootters und unabhängig von ihnen Dennis Dieks lösten das Problem schließlich mit dem No-Cloning-Theorem, das die Unmöglichkeit solcher perfekten Quantenkopierer zeigte.
Nach eigenen Angaben stammt von Herbert auch der kürzeste Beweis des Bells Theorem (drei Zeilen).
Herbert ist seit den 1970er Jahren Teil der kalifornischen Esoterik-Kultur und wohnt in Boulder Creek nahe Big Sur. Damals fanden schon regelmäßig Workshops über den Zusammenhang psychischer Phänomene und Quantenmechanik statt, u. a. mit Jack Sarfatti, Saul-Paul Sirag, Fred Alan Wolf, Fritjof Capra und beispielsweise in der „Fundamental Physics Group“ (die mit  Physikern vom Lawrence Berkeley National Laboratory ihren Ursprung hatte) und in Workshops im Esalen Institute in Big Sur, die über 10 Jahre liefen und in Esoterik-Kreisen großen Einfluss hatten. Daraus entstand eine Welle populärer Bücher über diese Themen, beginnend mit Capra (Tao of Physics 1975) und auch mit Beiträgen von Herbert (Quantum Reality 1985). Herbert organisierte später eigene Diskussionsgruppen. Er veröffentlichte auch Gedichtbände (Physics on all fours) und eine Quanten-Version von Alice im Wunderland.

## Schriften
- Quantenrealität - Jenseits der neuen Physik, Birkhäuser 1987, Goldmann 1990 (englisch: Quantum Reality – beyond the new physics, Doubleday 1985)
- Faster than light - superluminal loopholes in physics, Dutton 1988
- Elemental Mind - human consciousness and the new physics, Dutton 1993
- mit Bill Shanley: Alice zwischen den Welten, DVA 1999